# Ингибиторы вирусных РНК-зависимых РНК-полимераз
Ингибиторы вирусных РНК-зависимых РНК-полимераз являются препаратами, которые потенциально можно будет использовать для предотвращения процессов размножения РНК-содержащих вирусов, в том числе   вируса Эбола, вируса Марбурга, респираторно-синцитиального вируса, вируса Джунина, вируса лихорадки Ласса, вируса Нипах, вируса Хендра, а также коронавирусов (включая вирусы MERS и SARS). При этом важно отметить, что в отличие от вирусов млекопитающие за редким исключением (некоторых рукокрылых) не зависят от активности РНК-зависимых РНК-полимераз
В качестве ингибиторов вирусных РНК-зависимых РНК-полимераз были предложены вещества которые напоминают аденозин или гуанозин. Так например рибавирин, имея структуру, сходную с пуриновым нуклеотидом, включается в РНК, как базовый аналог аденина или гуанина, одинаково хорошо образуя пару с урацилом или цитозином, что вызывает остановку РНК-зависимой репликации в РНК-вирусах и, следовательно, размножение РНК-вирусов. Низкая эффективность и множество побочных действий рибавирина вынудили исследователей найти его аналог c немного меньшей токсичностью - тарибавирин, названный вирамидином.
Применение рибавирина было оспорено в некоторых работах показавших, что он одновременно являясь ингибитором инозинмонофосфат (ИМФ) дегидрогеназы наоборот способствовал усилению SARS-CoV инфекции вместо того чтобы ее предотвращать
Еще одним ингибитором вирусных РНК-зависимых РНК-полимераз является глицирризин. Глицирризин и его производные намного более активно чем рибаверин ингибируют репликацию SARS-коронавируса (SARS-CoV) in vitro.
К числу противовирусных препаратов, которые ингибируют РНК-зависимую РНК-полимеразу, относится также Ремдесивир .
Учитывая низкий уровень точности при выборе субстрата вирусными РНК-зависимыми РНК-полимеразами, были предложены в качестве противовирусных препаратов также некоторые другие аналоги нуклеотидов и нуклеозидов